# AllMovie
AllMovie là cơ sở dữ liệu mang tính thương mại chứa thông tin về các ngôi sao điện ảnh, phim và chương trình truyền hình. Hiện All Media Network, LLC là công ty sở hữu trang web AllMovie.com này.

## Lịch sử
AllMovie do nhà hoạt động văn hóa đại chúng Michael Erlewine thành lập. Ông cũng là người sáng lập AllMusic và AllGame.
Cơ sở dữ liệu AllMovie được cấp phép cho hàng chục nghìn nhà phân phối và nhà bán lẻ tại các điểm bán hàng, website và ki-ốt. AllMovie bao quát toàn diện các thông tin, từ thông tin cơ bản về văn hóa phẩm, về đội ngũ sản xuất và diễn viên, nội dung kịch bản đến đánh giá từ phía chuyên gia, các liên kết web có liên quan,... Người dùng có thể truy cập thông tin của AllMovie tại địa chỉ web AllMovie.com.
Cuối năm 2007, Rovi Corporation mua lại AMG với giá được công bố là 72 triệu đô la Mỹ.
Tháng 8 năm 2013, AllMusic.com, AllMovie.com và AllGame.com được bán cho All Media Network, LLC - một công ty có văn phòng ở San Francisco, California và Ann Arbor, Michigan, Hoa Kỳ.